# Стандартен модел
Стандартният модел е теоретична конструкция във физиката на елементарните частици, описваща електромагнитното, слабото и силното взаимодействие на всички елементарни частици. Стандартният модел не включва гравитацията.
Стандартният модел се състои от следните положения:
- Цялото вещество се състои от 12 фундаментални частици – фермиони: 6 лептона (електрон, мюон, тау-лептон, и три вида неутрино) и 6 кварка (u, d, s, c, b, t), които могат да се обединят в три поколения фермиони.
- Кварките участват в силните, слабите и електромагнитните взаимодействия; заредените лептони (електрон, мюон, тау-лептон) – в слабите и електромагнитните; неутриното – само в слабите взаимодействия.
- Всичките три типа взаимодействия възникват като следствие от постулата, че нашият свят е симетричен по отношение на три типа калибровъчни преобразования. Носители на взаимодействията са калибровъчните бозони:

8 глуона за силното взаимодействие (група на симетрия SU(3));
3 тежки калибровъчни бозона (W+, W−, Z0) за слабото взаимодействие (група на симетрия SU(2));
един фотон за електромагнитното взаимодействие (група на симетрия U(1)).
- За разлика от електромагнитното и силното, слабото взаимодействие може да смесва фермиони от различни поколения, което води до нестабилност на всички частици, с изключение на най-леките, и до такива ефекти като нарушение на CP-инвариантността и осцилации на неутриното.

Външни параметри за стандартния модел са:
- - масите на лептоните (3 параметъра, неутриното се приема че е без маса) и кварките (6 параметъра), които се интерпретират като константи на взаимодействието на техните полета с полето на Хигс бозона,
  - параметрите на CKM-матрицата на кварките, които се интерпретират като константи на взаимодействието на кварките с електрослабото поле,
  - два параметъра, свързани еднозначно с Хигс бозона,
  - три константи на взаимодействието, свързани с калибровъчите групи U(1), SU(2) и SU(3) и характеризиращи относителната интензивност на електромагнитното, слабото и силното взаимодействия.

Всички предсказания на Стандартния модел са били потвърждавани експериментално, понякога с фантастична точност от милионни части от процента. Едва напоследък започнаха да се появяват резултати, в които предсказанията на Стандартния модел леко се разминават с експеримента. От друга страна, очевидно е, че Стандартният модел не може да е последната дума във физиката на елементарните частици, тъй като съдържа твърде много външни параметри, а освен това не включва гравитацията. Затова търсенето на отклонения от Стандартния модел е едно от най-активните направления на научните изследвания в последните години. Очаква се експериментите на Големия адронен ускорител (LHC) в CERN да са в състояние да регистрират множество отклонения от Стандартния модел.

## История
Формулировката на обединението на електромагнитното и слабото взаимодействие в Стандартния модел е дело на Стивън Уайнберг, Абдус Салам и Шелдън Глашоу. Първоначалният модел на обединението е бил предложен от Уайнберг през 1967, и завършен с предложения от Питър Хигс модел на спонтанно нарушение на симетрията който обяснява теоретично произхода на масата на елементарните частици, включени в модела.
След откриването на предсказаните теоретично неутрални слаби токове в ЦЕРН, пренасяни от Z-бозона, Глашоу, Салам и Уайнберг получават Нобелова награда за физика през 1979 година.